# عبدو آچابائو
عبدو آچابائو (انگلیسی: Abdou Atchabao؛ زادهٔ ۷ نوامبر ۱۹۹۰) بازیکن فوتبال اهل گابن است.
وی همچنین در تیم ملی فوتبال گابن بازی کرده است.